# Ченђа (Верона)
Ченђа је насеље у Италији у округу Верона, региону Венето.
Према процени из 2011. у насељу је живело 212 становника. Насеље се налази на надморској висини од 107 м.